# Mikołaj Kisiel (zm. 1661)
Mikołaj Kisiel z Brusiłowa herbu Namiot (ok. 1605-1661) – podkomorzy dorpacki w latach 1653–1656, podsędek witebski w 1653 roku, pisarz ziemski witebski w latach 1641–1650, pułkownik kozacki.
W czasie wojny polsko-rosyjskiej 1654-1667 dostał się do niewoli rosyjskiej. W 1655 roku podpisał laudum sejmiku zesłanej szlachty województwa witebskiego w Kazaniu.